# Attenschwiller
Attenschwiller (deutsch Attenschweiler, elsässisch Atteschwiller) ist eine französische Gemeinde mit 978 Einwohnern (Stand 1. Januar 2022) im Département Haut-Rhin in der Europäischen Gebietskörperschaft Elsass und in der Region Grand Est (bis 2015 Elsass). Sie gehört zum Arrondissement Mulhouse und zum Gemeindeverband Saint-Louis Agglomération.

## Geografie
Die Gemeinde Attenschwiller liegt am östlichen Rand des Sundgaues, fünf Kilometer von der Schweizer Grenze entfernt. Die mittlere Höhe liegt bei ca. 360 Metern über dem Meer und damit fast 100 Meter höher als der sechs Kilometer nordöstlich liegende Flughafen Basel-Mülhausen. Trotz der Nähe zum Flughafen hält sich die Lärmbelastung in Attenschwiller durch das bewaldete, hügelige Gelände zwischen Ort und Flughafen in Grenzen, zudem liegt der Ort quer zur Haupt-Anflugschneise.
Nachbargemeinden von Attenschwiller sind Michelbach-le-Bas im Norden, Hésingue im Osten, Buschwiller im Südosten, Wentzwiller im Süden, Michelbach-le-Haut im Westen sowie Ranspach-le-Bas im Nordwesten.

## Geschichte
Erste urkundliche Erwähnung 1187 als Hadamanswiller. Mittelalterliche Namensformen:  Altemesuirre (1194) – Admeswilre (1223) – Atmanswyle (1251)
Der Ort gehörte bis zum Westfälischen Frieden 1648 zu Vorderösterreich (zum Amt Oberlandser) und kam dann an die französische Krone. Von 1871 bis 1918 gehörte es zum Reichsland Elsass-Lothringen. Das Kloster Lützel besaß hier einen Dinghof.
Das Dorf Attenschweiler wurde im Dreißigjährigen Krieg stark in Mitleidenschaft gezogen, danach wohl wegen seiner Lage abseits der wichtigen Verbindungsstraßen in den Kriegen weitgehend verschont. Nach dem Ausbruch des Zweiten Weltkrieges wurden die Bewohner Attenschwillers in das Département Landes in Südwestfrankreich evakuiert. Sie kehrten im Mai 1940 zurück. Am 20. November 1944 zogen die letzten deutschen Truppen aus Attenschwiller ab.

### Bevölkerungsentwicklung
| Jahr                       | 1962 | 1968 | 1975 | 1982 | 1990 | 1999 | 2006 | 2013 | 2021 |
| Einwohner                  | 557  | 594  | 664  | 640  | 693  | 836  | 872  | 928  | 998  |
| Quellen: Cassini und INSEE |      |      |      |      |      |      |      |      |      |

## Sehenswürdigkeiten
Die Kirche St. Valentin hatte einen Vorgängerbau, ein im Jahr 1655 erbautes, dem heiligen Romanus geweihtes Gotteshaus, das sich an der Stelle des Friedhofs befand. Die Pfarrei unterstand dem Kloster Lützel und wurde bis zur Revolution von dessen Priorat Sankt Appolinaris betreut. Der heutige, in schlichten neuromanischen Formen errichtet  Bau wurde 1878 geweiht. Einige Innenausstattungsstücke stammen von der Vorgängerkirche – ein paar Skulpturen und Gemälde aus der Barockzeit und ein Taufstein aus dem 16. Jahrhundert. Rinckenbach-Orgel.
Beachtenswerte Fachwerkbauten. Die meisten in der neueren Stockwerkbauweise. In der altertümlicheren Ständerbauweise z. Bsp. Haus Nr. 17 an der Rue de Hésingue mit hauswandhohen Wandständern. –  Nr. 43 in der Rue de Wilson in Stockwerkbauweise, datiert „1800“, mit auf Symmetrie bedachtem Fachwerk der Giebelseite, traufseitiger Laube, und einer Inschrift am Erdgeschossrähm.  Stattliche Stallscheune und ein kleines Kniestockhaus als Nebengebäude. – An der Rue Charles de Gaulle Nr. 11 ein stattliches Wohnhaus mit harmonisch regelmäßigem Fachwerk in Stockwerkbauweise. Die Fensterbrüstungen verziert – im Erdgeschoss jeweils mit einem Balusterpfosten, im Obergeschoss mit kartuschenartigem Dekor, der um 1800 im Sundgau mehrfach angebracht wurde. Die Fenster mit Segmentbogen.

Kirche St. Valentin
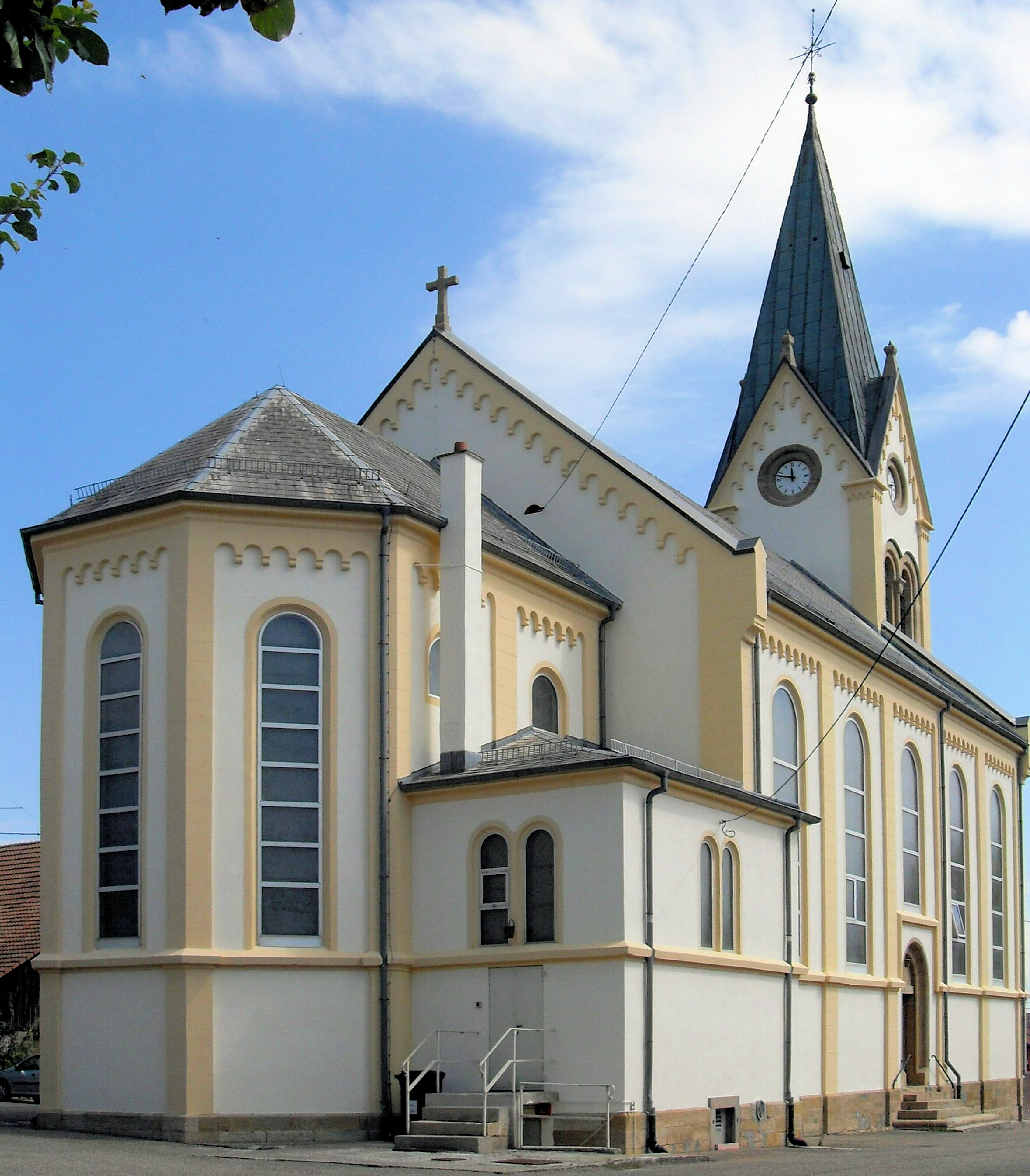
Südwestseite
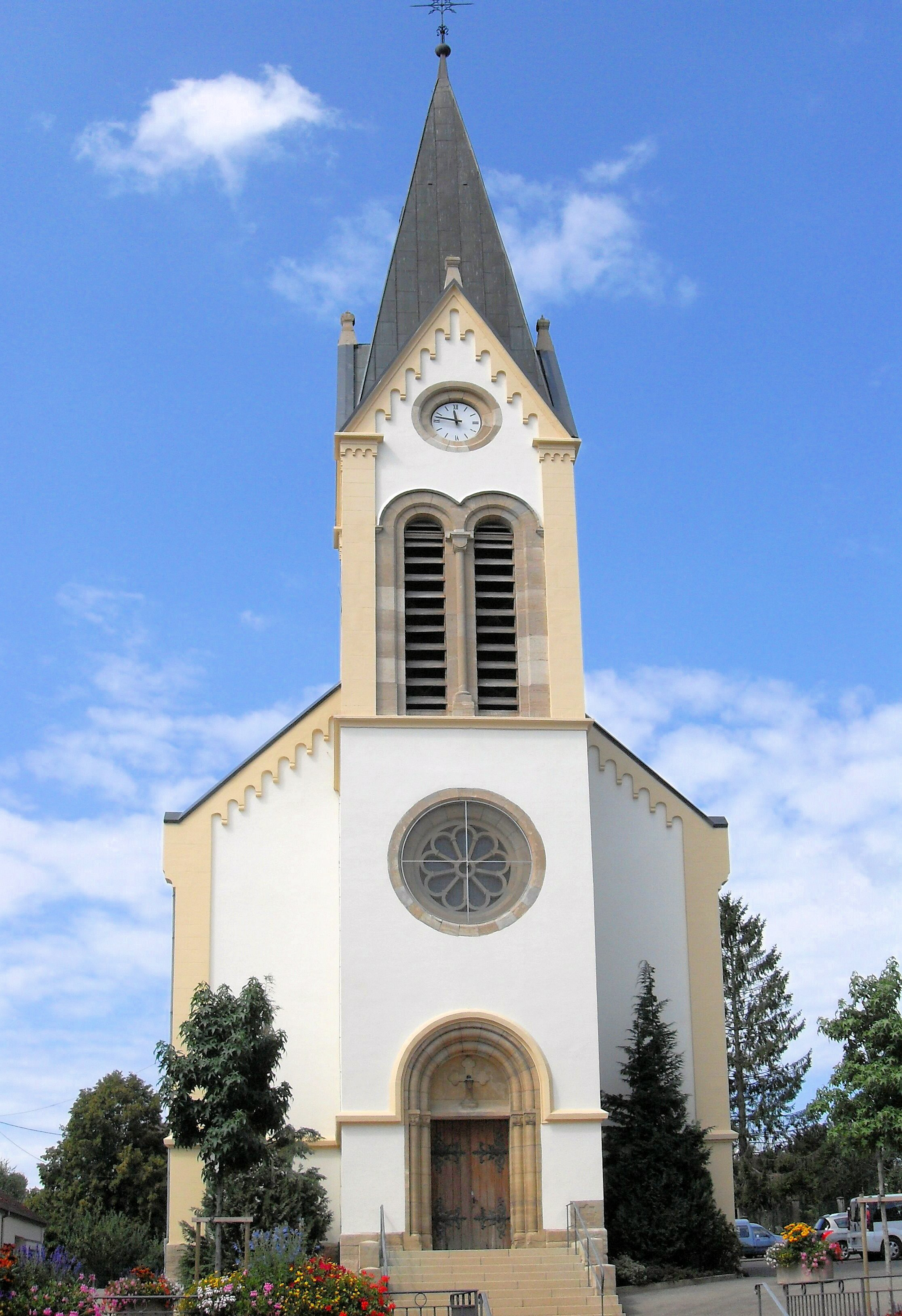
Ostseite

## Wirtschaft und Infrastruktur
Charakteristisch für Attenschwiller sind lange Obstbaumreihen und Weingärten. In der Gemeinde sind 13 Landwirtschaftsbetriebe ansässig (Getreideanbau, ein Winzer, Viehzucht). Neben kleinen Dienstleistungsbetrieben verdienen die meisten Einwohner der Gemeinde ihren Unterhalt im Ballungsraum Basel/Saint-Louis.
Attenschwiller ist Standort einer Grundschule und eines Kindergartens.
Vier Kilometer östlich von Attenschwiller liegt der Verkehrsknoten Hésingue. Hier treffen mehrere überregional wichtige Straßen aufeinander, die nach Mülhausen, Basel, Altkirch/Belfort, Huningue/Weil am Rhein und Ferrette führen. Der nächste Anschluss an die Autoroute A35 liegt acht Kilometer östlich (Saint-Louis).
Von 1915 bis 1960 besaß die Gemeinde einen gemeinsamen Bahnhof mit Michelbach-le-Haut an der Bahnstrecke Waldighofen–Saint-Louis. Der Bahnhof hatte drei durchgehende Gleise und ein Ladegleis.

## Belege
1. ↑  kurzer Geschichtsabriss (Memento vom 10. Juli 2010 im Internet Archive) (französisch), abgerufen am 10. Mai 2024.
2. ↑  Attenschwiller auf INSEE
3. ↑  Landwirtschaftsbetriebe auf annuaire-mairie.fr (französisch)
4. ↑  Karte der Strecke Saint-Louis – Blotzheim – Waldighoffen. forum.e-train.fr